# Terminal Spirit Disease
Terminal Spirit Disease — третій повноформатний альбом шведського гурту At the Gates, виданий у 1994 році лейблом Peaceville Records. Запис матеріалу проходив у лютому того ж року на Studio Fredman, а продюсером релізу став Фредрік Нурдстрем. Як запрошені музиканти участь у запису брали скрипалька Ільва Вальстедт та віолончеліст Петер Андерссон. У 2003 році реліз було перевидано з додаванням трьох треків, записаних під час виступу гурту в 1993 році у студії MTV Europe.
Альбом справив добре враження на більшість музичних критиків та був досить високо оцінений ними. Порівняно з попередніми релізами звучання гурту відчутно змінилося: у музиці At the Gates стало більше мелодики, на думку гітариста гурту Андерса Бйорлера композиції колективу стали простішими та влучнішими.

## Список пісень
| #  | Назва                           | Тривалість |
| -- | ------------------------------- | ---------- |
| 1. | «The Swarm»                     | 3:28       |
| 2. | «Terminal Spirit Disease»       | 3:38       |
| 3. | «And the World Returned»        | 3:06       |
| 4. | «Forever Blind»                 | 3:58       |
| 5. | «The Fevered Circle»            | 4:11       |
| 6. | «The Beautiful Wound»           | 3:52       |
| 7. | «All Life Ends» (наживо)        | 5:16       |
| 8. | «The Burning Darkness» (наживо) | 2:15       |
| 9. | «Kingdom Gone» (наживо)         | 5:02       |

| Бонус-треки перевидання 2003 року | Бонус-треки перевидання 2003 року                        | Бонус-треки перевидання 2003 року |
| #                                 | Назва                                                    | Тривалість                        |
| --------------------------------- | -------------------------------------------------------- | --------------------------------- |
| 10.                               | «Windows» (наживо)                                       | 3:55                              |
| 11.                               | «The Red In The Sky Is Ours/The Season to Come» (наживо) | 3:12                              |
| 12.                               | «The Burning Darkness» (наживо)                          | 2:23                              |

## Склад гурту
Учасники колективу
- Томас Ліндберг — вокал
- Мартін Ларссон — гітара
- Андерс Бйорлер — гітара
- Юнас Бйорлер — бас-гітара
- Адріан Ерландссон — ударні

Запрошені музиканти
- Ільва Вальстедт — скрипка
- Петер Андерссон — віолончель